# McQueen (film)
McQueen is een documentaire uit 2018 van regisseur Ian Bonhôte.
De film vertelt het verhaal van Brits modeontwerper 'Lee' Alexander McQueen. McQueen was een onopvallende jongen die altijd aan het tekenen was. Hij groeide uit tot een befaamde modeontwerper met een eigen merk, na eerder voor onder andere Gieves & Hawkesuit, Koji Tatsuno, Romeo Gigli en Givenchy te hebben gewerkt. McQueen leed echter aan depressies en was verslaafd aan drugs. Hij pleegde op 11 februari 2010 zelfmoord, negen dagen na de dood van zijn moeder.
De film werd genomineerd voor twee British Academy Film Awards in 2019, deze van Outstanding British Film of the Year en deze van Best Documentary.